# الدكتور الثالث (دكتور هو)
الدكتور الثالث هو دكتور نتج عن تجدد الدكتور الثاني في مسلسل الخيال العلمي البريطاني، دكتور هو. أدى هذا الدور الممثل البريطاني جون بيرتوي، على خمسة مواسم، من سنة 1970 إلى 1975.
كالعادة، الدكتور كائن فضائي من نوع أسياد الزمن ذو عمر المئات من السنين، قدم من كوكب غاليفري، يسافر في الفضاء عبر المركبة المتنقلة بين الأبعاد الواقعية في الفضاء والزمن (التارديس)، غالباً مع رفقائه. عندما تنتهي فعالية جسد الدكتور، يتجدد فتتغير ملامحه وشخصيته.

## مرافقو الدكتور الثالث
| أسماء الشخصيات، وأدوارها، وأسماء ممثليها الحقيقيين |                                          |                    |
| اسم الشخصية                                        | الشخصية (الدور)                          | اسم الممثل الحقيقي |
| إليزابيث "ليز" شاو                                 | عضو في منظمة الأمم المتحدة لفائقي الذكاء | كارولين جون        |
| وبعدها                                             |                                          |                    |
| جوزفين جونز غرانت                                  | -                                        | كاتي مانينغ        |
| سارة جين سميث                                      | صحافية وأم لإبن فضائي-بشري بالتبني       | إليزابيث سلادين    |

## الشخصية
كان الدكتور الثالث ذا توجه تكنولوجي، وكانت له شخصية «أكشن» حيث كان يمارس الأيكيدو الزهرية. ولأنه كان عالماً، كان له مختبر في ال UNIT حيث كان يستمتع بعمله في التارديس. في مركبته الزمنية، كان يخزن جميع أنواع السيارات والمركبات. كانت مركبته المفضلة عبارة عن سيارة صفراء يكنيها «بيسي» (بالإنجليزية: Bessie)‏.

## شكلية العرض
حلقات الدكتور الثالث كانت الأولى التي عرضت بالألوان. صورت هذه الحلقات على الأرض. لتفسير هذا، نفي الدكتور الثاني إلى الأرض من طرف أسياد الزمن، حيث اضطر إلى التجديد والتحول إلى الدكتور الثالث. على الأرض عمل مع اللواء لوثبريدج ستيوارت وفريق الأمم المتحدة لقوات الذكاء. مع ذلك، تم إرسله من طرف أسياد الزمن بعد ذلك لمهمات على الأرض. لكن تم تركه لشأنه من طرف أسياد الزمن لدفاعه عن كوكب غاليفري ومقاتلته الدكتور أوميكا، وذلك في حلقة (ثلاثة دكاترة).
عصر الطبيب الثالث هو أكثر عصر ظهر فيه معظم أشهر أعداء الدكتور.
الأوتونز، الماستر، أوميغا، السيلوريانز، وشرير البحر، كلهم صنعوا بداياتهم في هذه الفترة، كذلك لا ننسى عودة كائنات الداليك بعد غياب دام خمس سنوات.

## آخر ظهور
ظهر الدكتور الثالث في حلقة الاحتفال بالذكرى العشرين لبداية المسلسل، حلقة الدكاترة الخمسة، التي عرضت سنة 1983.
كان آخر ظهور لشخصية الدكتور الثالث سنة 1993، حيث أدى بيرتوي الدور آخر مرة قبل وفاته، وذلك في حلقة أبعاد في الزمن.